# Майк Жук
Майкл П. Жук (нар. 16 квітня 1954) — колишній канадський професійний хокейний центральний гравець, який відіграв вісім сезонів у НХЛ між 1978 і 1986 роками.
На аматорському драфті НХЛ у 1974 році Жук був обраний під 79-м номером командою «Сент-Луїс Блюз». За кар'єру він провів 455 ігор у НХЛ, забивши 86 голів і зробивши 196 передач, набравши 282 очки. Батько Жука був місцевим листоношею та хокейним тренером, який допомагав виховувати чудових гравців НХЛ (наприклад, Рона Френсіса).
Жук також грав у хокей NCAA за «Michigan Tech» і є найкращим бомбардиром за всю історію зі 133 голами та 177 результативними передачами, набравши загалом 310 очок у 163 іграх, проведених за чотири роки перебування там. Жук допоміг Хаскіз виграти національний чемпіонат у 1975 році. Він очолює список усіх часів із вражаючими 97 очками. Він також є рекордсменом за кількістю голів і результативних передач відповідно.

## Статистика кар'єри

### Регулярний сезон і плей-офф
| 1971–72    | Sault Ste. Marie Greyhounds | NOJHL      | —   | —  | —   | —   | —   | —  | — | — | —  | —  |
| 1972–73    | Michigan Tech Huskies       | WCHA       | 38  | 23 | 30  | 53  | 20  | —  | — | — | —  | —  |
| 1973–74    | Michigan Tech Huskies       | WCHA       | 40  | 28 | 47  | 75  | 38  | —  | — | — | —  | —  |
| 1974–75    | Michigan Tech Huskies       | WCHA       | 42  | 35 | 43  | 78  | 20  | —  | — | — | —  | —  |
| 1975–76    | Michigan Tech Huskies       | WCHA       | 43  | 47 | 57  | 104 | 24  | —  | — | — | —  | —  |
| 1976–77    | Indianapolis Racers         | WHA        | 15  | 3  | 4   | 7   | 2   | —  | — | — | —  | —  |
| 1976–77    | Mohawk Valley Comets        | NAHL       | 48  | 42 | 29  | 71  | 33  | —  | — | — | —  | —  |
| 1977–78    | Edmonton Oilers             | WHA        | 71  | 23 | 34  | 57  | 47  | 5  | 2 | 3 | 5  | 0  |
| 1978–79    | St. Louis Blues             | NHL        | 34  | 9  | 17  | 26  | 18  | —  | — | — | —  | —  |
| 1978–79    | Salt Lake Golden Eagles     | CHL        | 29  | 9  | 13  | 22  | 4   | —  | — | — | —  | —  |
| 1979–80    | St. Louis Blues             | NHL        | 69  | 22 | 42  | 64  | 30  | 3  | 0 | 0 | 0  | 2  |
| 1980–81    | St. Louis Blues             | NHL        | 74  | 24 | 44  | 68  | 57  | 11 | 4 | 5 | 9  | 4  |
| 1981–82    | St. Louis Blues             | NHL        | 76  | 13 | 40  | 53  | 41  | 8  | 1 | 1 | 2  | 2  |
| 1982–83    | St. Louis Blues             | NHL        | 43  | 8  | 16  | 24  | 14  | 4  | 1 | 0 | 1  | 4  |
| 1982–83    | Salt Lake Golden Eagles     | CHL        | 13  | 7  | 8   | 15  | 0   | —  | — | — | —  | —  |
| 1983–84    | Hartford Whalers            | NHL        | 75  | 6  | 23  | 29  | 36  | —  | — | — | —  | —  |
| 1984–85    | Hartford Whalers            | NHL        | 67  | 4  | 12  | 16  | 12  | —  | — | — | —  | —  |
| 1985–86    | Hartford Whalers            | NHL        | 17  | 0  | 2   | 2   | 12  | —  | — | — | —  | —  |
| WHA totals | WHA totals                  | WHA totals | 86  | 26 | 38  | 64  | 49  | 5  | 2 | 3 | 5  | 0  |
| NHL totals | NHL totals                  | NHL totals | 455 | 86 | 196 | 282 | 220 | 26 | 6 | 6 | 12 | 12 |

## Особисте життя
Наразі Жук володіє та керує компанією Mike Zuke Enterprises у Сент-Луїсі, що займається виробництвом одягу, трафаретного друку та вишивки.

## Нагороди та відзнаки
| Нагорода               | рік     |       |
| ---------------------- | ------- | ----- |
| Перша команда WCHA     | 1973–74 | [ 4 ] |
| AHCA West All-American | 1973–74 | [ 5 ] |
| Друга команда WCHA     | 1974–75 | [ 4 ] |
| Перша команда WCHA     | 1975–76 | [ 4 ] |
| AHCA West All-American | 1975–76 | [ 5 ] |